# 阿爾希拉爾球會 (恩圖曼)
阿爾希拉爾球會（英语:Al Hilal；阿拉伯语:نادي الهلال السوداني ）是苏丹共和国的足球俱乐部，成立于1930年2月13日，位于乌姆杜尔曼。是拥有最多苏丹联赛冠军的球队，在 42 年的苏丹足球联赛历史上俱乐部曾经 24 次夺得联赛冠军，俱乐部也是苏丹最强大且最成功的足球队。

## 球队荣誉
- 蘇丹足球超級聯賽: 24 次

1962, 1964, 1965, 1966, 1967, 1974, 1981, 1983, 1984, 1985, 1986, 1987, 1988, 1989, 1991, 1994, 1995, 1996, 1998, 1999, 2003, 2004, 2005, 2006
- 蘇丹盃: 4 次

1977, 1993, 2000, 2004
- 非洲冠军联赛: 0 次

亚军2次 1987,1992
- 阿拉伯俱乐部冠军联赛:  0 次

亚军 2003, 半决赛 1990, 2005

## 球队格言
乌姆杜尔曼阿尔希拉尔的格言是Allah- AlWatan - Al-Hilal。翻译成中文就是上帝 - 国家 - 阿尔希拉尔。